# オクトパス (バンド)
オクトパス (Octopus) は、スコットランド・グラスゴー出身のポップ・ロックバンド。

## 来歴
1995年結成。ブラーの大ブレイクで当時勢いに乗っていたフード・レコーズ（日本では東芝EMI）と契約を結び、翌年デビュー。基本メンバーは4人だが、曲に応じてトランペットやハーモニカ、キーボードのメンバーが加わり、最大8人になるという大所帯バンドで、サイケデリックなポップサウンドが特徴だった。
1996年7月には、BEAT UKのライヴ・イベントに出演するために初来日し、メンズウェアらと競演を果たした。また同年11月には単独来日公演も行っているが、日英ともにセールス面ではそれほど成功することはなかった。結局所属レーベルからも契約を切られてしまい、1997年に解散した。

## その他
- 当時『CROSSBEAT』誌がこのバンドを一押ししていた。同誌の播磨秀史は「昨年の充実度に比べると、今年のUK新人は正直言ってあまりエキサイティングじゃない。でも少なくとも、ブルージーでサイケなロックをぶちかますクーラ・シェイカーと、このオクトパスだけは自信を持ってお薦めできる」と書いていた。
- 日本デビューのミニアルバムには、同じフード・レコーズ所属のブラーのデーモン・アルバーンによる「オクトパス、クソいかすぜ！間違いなくビッグになる!」という推薦コメントや、「95年がオアシスVSブラーならば、96年はオクトパスVSマンサンだ！」という大々的な宣伝文句が載っていた。またデビューアルバムには「ビートルズの中期を想わせる音楽性」、「90年代ポップ・アルバムの最高傑作!」とも記載されている。

## ディスコグラフィー
以下の順位はすべて全英チャートによるもの
1996年

### アルバム
- 9月
フロム a to b (From a to b) - 82位

### シングル
- 3月
マガジン (Magazine) - 90位
- 6月
ユア・スマイル (Your Smile) - 42位
- 9月
セーヴド (Saved) - 40位
- 11月
ジェラシー (Jealousy) - 59位